# Skifte

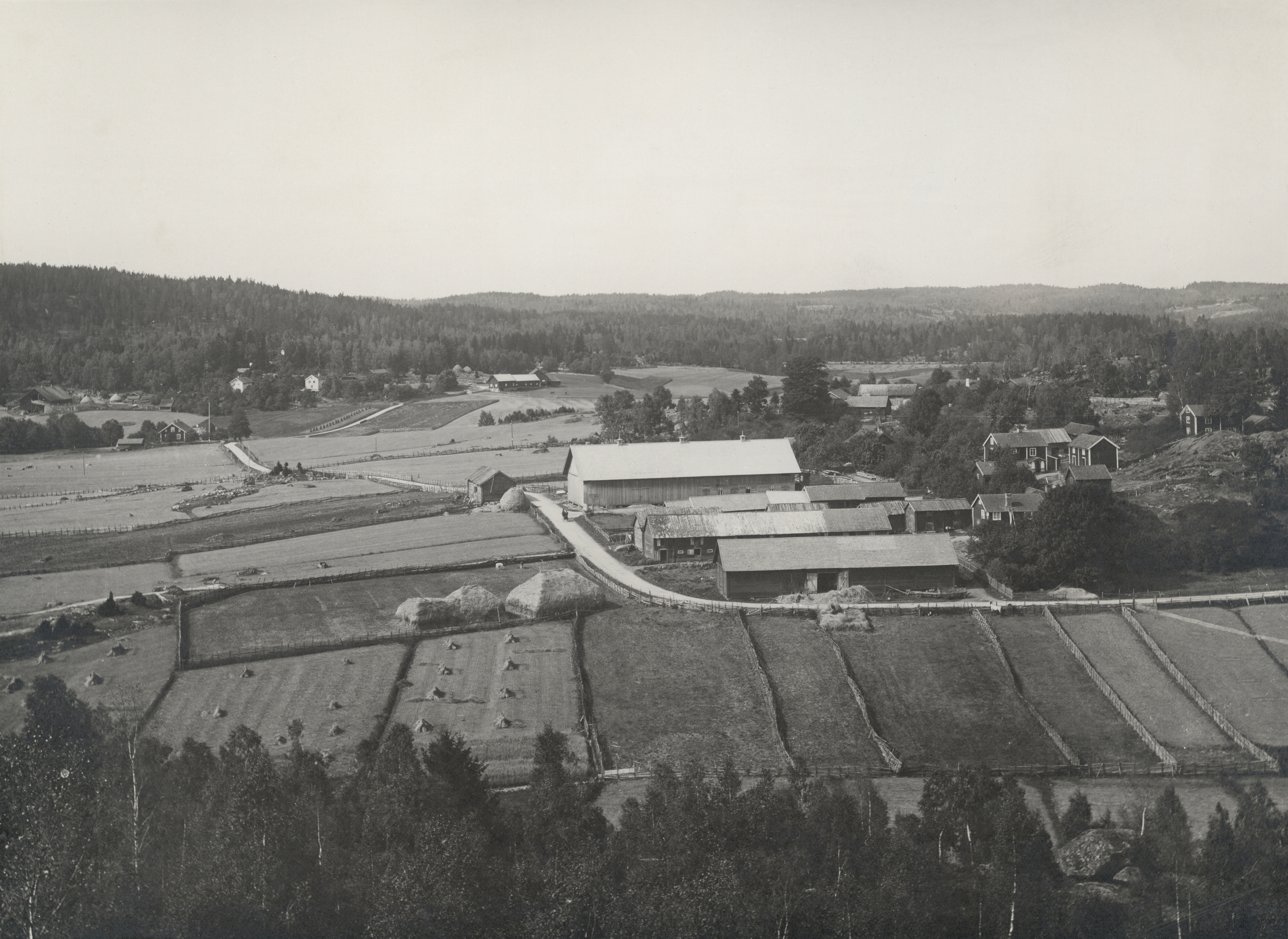
Näsby, oskiftad by i Östergötland, 1898.

Skifte av jord eller ägoskifte, är en lantmäteriförrättning där jord fördelas mellan två eller flera ägare. Uppdelning av mark i nya fastigheter kallas också arrondering.
Skiftet sker inom ett begränsat område, som kallas skifteslag och vanligen består av ägorna till en by. Sådana jordreformer har varit viktiga för jordbrukets utveckling. 
I Sverige genomfördes de tidigaste skiftena under de sista åren av 1700-talet, men i huvudsak genomfördes dessa under hela 1800-talet. Nedan följer de olika skiften i tidsföljd:
1. Tegskifte kallades först hammarskifte eller bolskifte (i Skåne), och senare även solskifte. Ägorna delades så att delägarna, var och en i förhållande till sin andel, fick lika stor jordlott i alla de spridda, ofta olikartade, ägostyckena. Det gjordes utan någon s. k. gradering. (Med gradering menas värdering av jord utifrån dess avkastningsförmåga. Jorden fick ett visst gradtal, så att en större areal av sämre jord lämnades i ersättning för en viss areal av bättre kvalitet.)
2. Storskifte var en vidareutveckling av tegskiftet. Det innebar att ett större antal ägostycken (skiften) drogs samman till ett mindre antal skiften för varje delägare. För att kunna genomföra storskifte krävdes gradering av ägorna.
3. Enskifte innebar att en delägare hade rätt att få sina ägor i ett enda sammanhängande skifte om han krävde det.
4. Laga skifte betyder att oskiftade eller redan skiftade men blandade ägor delas upp till skifteslagets delägare i så stora delar, som ägornas läge och förutsättningar medger, utan att det är till någon delägares nackdel. Syftet med laga skifte är alltså att åstadkomma en så lämplig indelning av ägorna, som förhållandena medger.